# Прочти и катай в Париж и Китай
«Прочти и катай в Париж и Китай» — советский короткометражный мультипликационный фильм, снятый по мотивам одноимённого детского стихотворения Владимира Маяковского 1927 года. Технология создания мультфильма: плоские бумажные куклы на рисованном фоне с использованием фотографий.

В 1957 году Вадим Курчевский приходит на «Союзмультфильм», а в 1961-1962-м он в качестве художника-постановщика работает сразу над тремя фильмами. «Прочти и катай в Париж и Китай» (режиссёр А. Каранович), «Про козла» (где В. Курчевский работает также и режиссёром совместно с И. Боярским) и «Летающий пролетарий» (режиссёры И. Иванов-Вано и И. Боярский).— Прохоров А. Вадим Курчевский // Режиссёры и художники советского мультипликационного кино. М., 1984 

## Сюжет
Собирайтесь, ребятишки, наберите в руки книжки. Вас по разным странам света покатает песня эта.Отрывок из оригинального стихотворения
Мультфильм в представлении того времени рассказывает зрителям о разных странах. Путешествие вокруг Земли: дети из Москвы летят на самолёте в Париж, затем на корабле через океан — в Нью-Йорк, на поезде — через Америку, на корабле — в Японию и Китай, на поезде через всю страну обратно в Москву.

## Создатели
| Автор сценария и режиссёр                | Анатолий Каранович                                                                                   |
| Автор сценария и художник-постановщик    | Вадим Курчевский                                                                                     |
| Режиссёр и оператор                      | Теодор Бунимович                                                                                     |
| Композитор                               | Е. Туманян                                                                                           |
| Звукооператор                            | Борис Фильчиков                                                                                      |
| Художник                                 | Валентина Василенко                                                                                  |
| Кукловоды:                               | Вячеслав Шилобреев, Борис Меерович, Лев Жданов                                                       |
| Куклы и декорации выполнены художниками: | Олегом Масаиновым, Валерием Петровым, Мариной Чесноковым, Владимиром Алисовым, Александром Дураковым |
| под руководством                         | Романа Гурова                                                                                        |
| Монтажёр                                 | Лидия Кякшт                                                                                          |
| Редактор                                 | Наталья Абрамова                                                                                     |
| Директор картины                         | Натан Битман                                                                                         |